# Ерстад
Ерстад (норв. Gjerstad) — коммуна в губернии Эуст-Агдер в Норвегии. Административный центр коммуны — город Ерстад. Официальный язык коммуны — нейтральный. Население коммуны на 2007 год составляло 2519 чел. Площадь коммуны Ерстад — 322,14 км², код-идентификатор — 0911.

## История населения коммуны
Население коммуны за последние 60 лет.

Статистика коммуны Ерстад